# آنری، دوک روآن
 آنری دوم، دوک روآن  (به فرانسوی: Henri II de Rohan) نویسنده قرن شانزدهم میلادی اهل فرانسه است.